# Adalbert Lanna der Jüngere

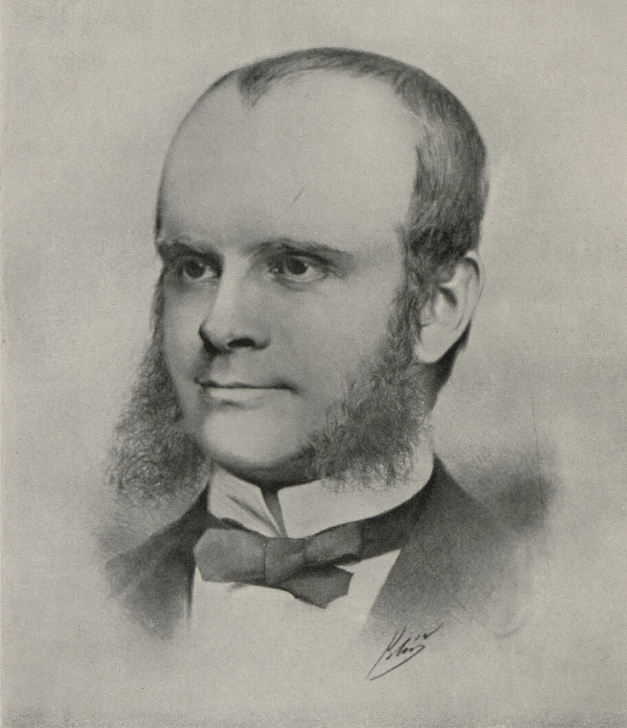
Adalbert Lanna d. J. auf einer Lithographie von Karel Václav Klíč

Adalbert Freiherr von Lanna, genannt Adalbert Lanna der Jüngere (* 29. Mai 1836 in Budweis; † 31. Dezember 1909 in Meran) war ein tschechischer Industrieller, Geschäftsmann, Bauunternehmer und Mitglied des Herrenhauses des österreichischen Reichsrates. Er stammte aus der Unternehmerfamilie Lanna, die in der ersten Hälfte des 19. Jahrhunderts vor allem durch die Schifffahrt auf der Moldau und der Elbe zu großem Reichtum gelangte. 1866 übernahm er von seinem Vater die Leitung des Familienunternehmens, mit dem er maßgeblich zum Aufbau des tschechischen Eisenbahnnetzes beitrug. Er war außerdem Sammler und Kunstmäzen und Mitbegründer des Kunstgewerbemuseums in Prag.

## Leben

### Kindheit

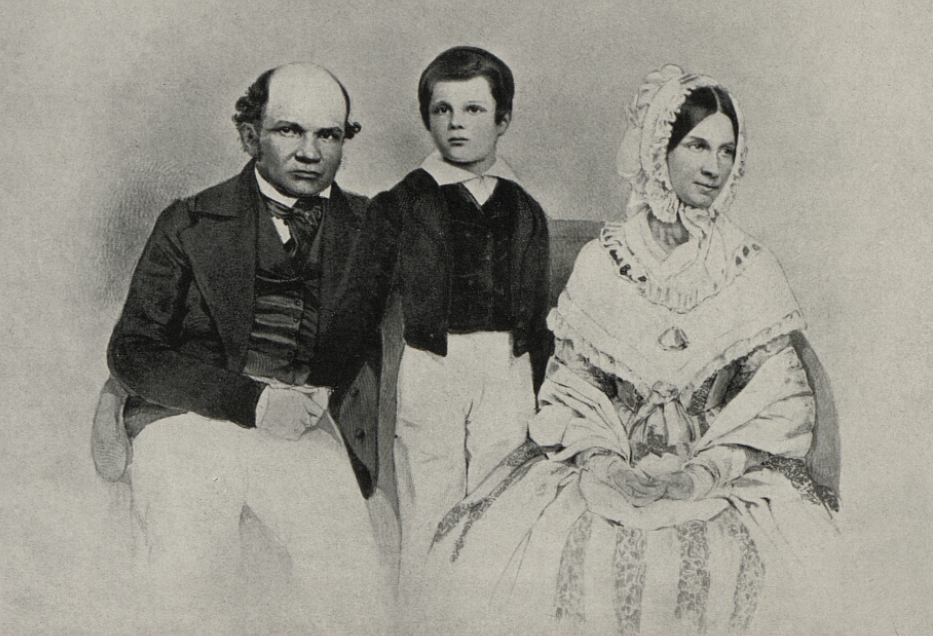
Elf-jähriger Adalbert Lanna d. J. mit seinen Eltern, Gouache von Josef Kriehuber

Adalbert Lanna d. J. wurde 1836 im Haus Nr. 3 auf Lannas Werft in Vierhof bei Budweis als Sohn des Adalbert Lanna d. Ä. und seiner Frau Josephina (geb. Peithner aus Lichtenfels) geboren. Seit seiner Kindheit reiste er mit seinem Vater, im Alter von fünf Jahren nahm er an der feierlichen Eröffnung der Kaiser-Franz-I.-Brücke (Vorgänger der Brücke der Legionen) in Prag teil, an deren Bau das Lanna-Familienunternehmen beteiligt war. Im Alter von neun Jahren reiste er mit seinen Eltern über Teplice, Dresden und Leipzig nach Berlin. Auch während seines Studiums am Gymnasium in Budweis unternahm er weitere Auslandsreisen. Neben Wien und den Hauptstädten der deutschen Länder lernte er beispielsweise auch Venedig oder Triest kennen. Nach dem Abitur unternahm er im Alter von fünfzehn Jahren eine längere Reise ins Rheinland, nach Belgien und in die Niederlande. Anschließend vervollständigte er seine formale Ausbildung mit einem zweijährigen Studium an einer Handelshochschule in Leipzig.

### 1850er Jahre
Ab Mai 1854 begann auch Adalbert Lanna d. J. erste Berufserfahrungen zu sammeln, als sein Vater ihn beim Bau des ersten Hochofens in der Kladnoer Gießerei anstellte. Er erprobte die Berufe Ladenbetreiber, Buchhalter und Kassierer. Nach diesen Erlebnissen schickte ihn sein Vater nach Paris, wo 1855 die zweite Weltausstellung stattfand. Das folgende Jahr verbrachte er in seiner Heimatstadt Budweis, wo er erneut in verschiedenen Positionen in Familienunternehmen tätig war. Im Jahr 1857 zog er mit der gesamten Familie Lanna von Budweis nach Prag, wo sein Vater ihn zum Prokurator ernannte und ihn mit dem Bau einer Eisenbahnstrecke zwischen Kladno und Nučice beauftragte.
Er arbeitete auch am Projekt der Eisenbahn von Pardubice über Turnov nach Liberec mit, die von der Firma Süd-Norddeutsche Verbindungsbahn gebaut wurde. Hier lernte er den Bauunternehmer Jan Schebek (1815–1889) kennen, mit dem Lanna eine langjährige berufliche und persönliche Beziehung verband. Später, während des Baus der Böhmische Westbahn, die Bayern mit Pilsen und dem Prager Westbahnhof verbindet, verließ Jan Schebek die Firma der Gebrüder Klein und wurde Lannas Partner in der neuen Firma Lanna und Schebek.

### Kunst und Mäzenatentum

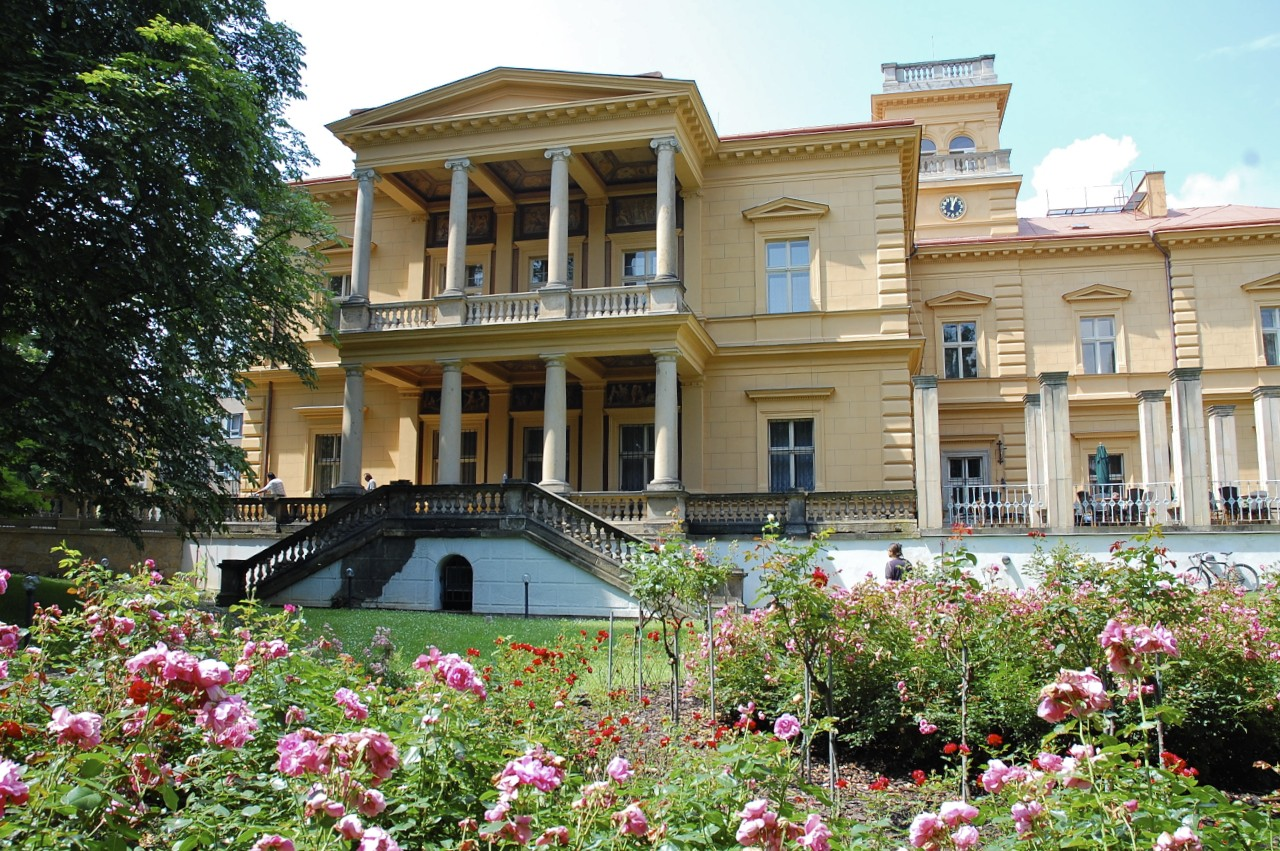
Lannas Villa in Bubeneč, Prag, 1868

Im Jahr 1860 verließ er krankheitsbedingt das neu erbaute Lannapalais in der Nähe des Prager Staatsbahnhofs und begab sich zu einem Erholungsaufenthalt in die Alpen. Unterwegs machte er Halt in München, wo er von den dortigen Kunstsammlungen stark beeindruckt war. Er selbst wurde Kunstsammler, Mitglied der Privat Gesellschaft patriotischer Kunst-Freunde und war in den letzten 20 Jahren seines Lebens auch deren Geschäftsführer. Darüber hinaus war er Mitglied des Kunstverein für Böhmen, des Österreichischen Archäologischen Museums, des Wiener Kunstrat und auch der Kommission, die den Bau des Rudolfinums vorbereitete. Er wurde Mitbegründer des Kunstgewerbemuseums in Prag und stiftete dem Museum seine Kunstglassammlung.
Sein Exlibris wurde von dem tschechischen Maler Josef Mánes angefertigt und gilt in Fachkreisen als das erste tschechische moderne Exlibris.

### Bauaktivitäten

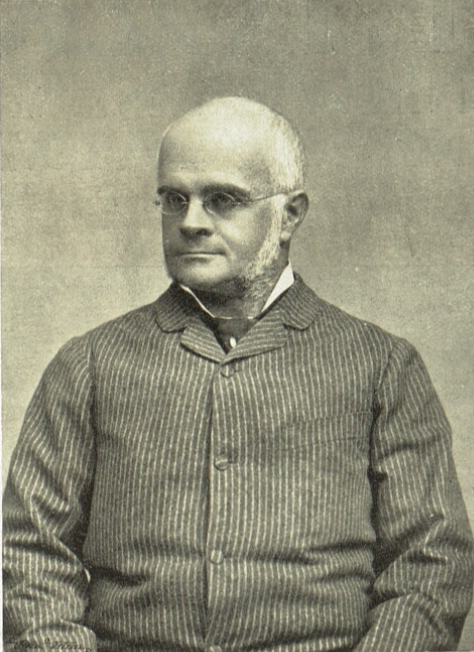
Adalbert Lanna d. J., um 1900

1865, im Alter von 29 Jahren, heiratete er Františka von Bene. Ein Jahr später starb sein Vater Adalbert Lanna d. Ä. an Herzversagen und Vojtěch Lanna d. J. erbte von die Familienunternehmen. Die Firma Lanna und Schebek beteiligte sich an einer Reihe wichtiger Eisenbahn- und Landstraßenbauten in Österreich-Ungarn, insbesondere in den Ländern der Böhmischen Krone. In den 1860er und 1870er Jahren wurden Strecken von Kralupy nad Vltavou nach Turnov, die Böhmische Nordbahn, die Kaiser Franz Josephs-Bahn, die Wien über Gmünd mit Budweis und Prag verband, und die Eisenbahn Pilsen–Priesen(–Komotau) von Markt Eisenstein über Klatovy und Pilsen nach Březno u Chomutova oder die Aussig-Teplitzer Eisenbahn gebaut. Das Unternehmen war auch im Eisenbahnbau in Ungarn tätig, realisierte Wasserbauwerke und führte unter anderem den Umbau der Häfen Karlín, Holešovice und Libeň durch. Auch eine Reihe von Schleusen wurde gebaut.
Im Jahr 1868 ließ Adalbert Lanna d. J. nach dem Entwurf des Architekten Ignaz Ullmann (1822–1897) eine Villa in Bubeneč errichten. Ebenfalls 1868 erhielt er die Erhebung in den erblichen Ritterstand, da seinem  verstorbenen Vater kurz zuvor noch der  Orden der Eisernen Krone III. Klasse verliehen worden war.

### Villa Lanna in Gmunden

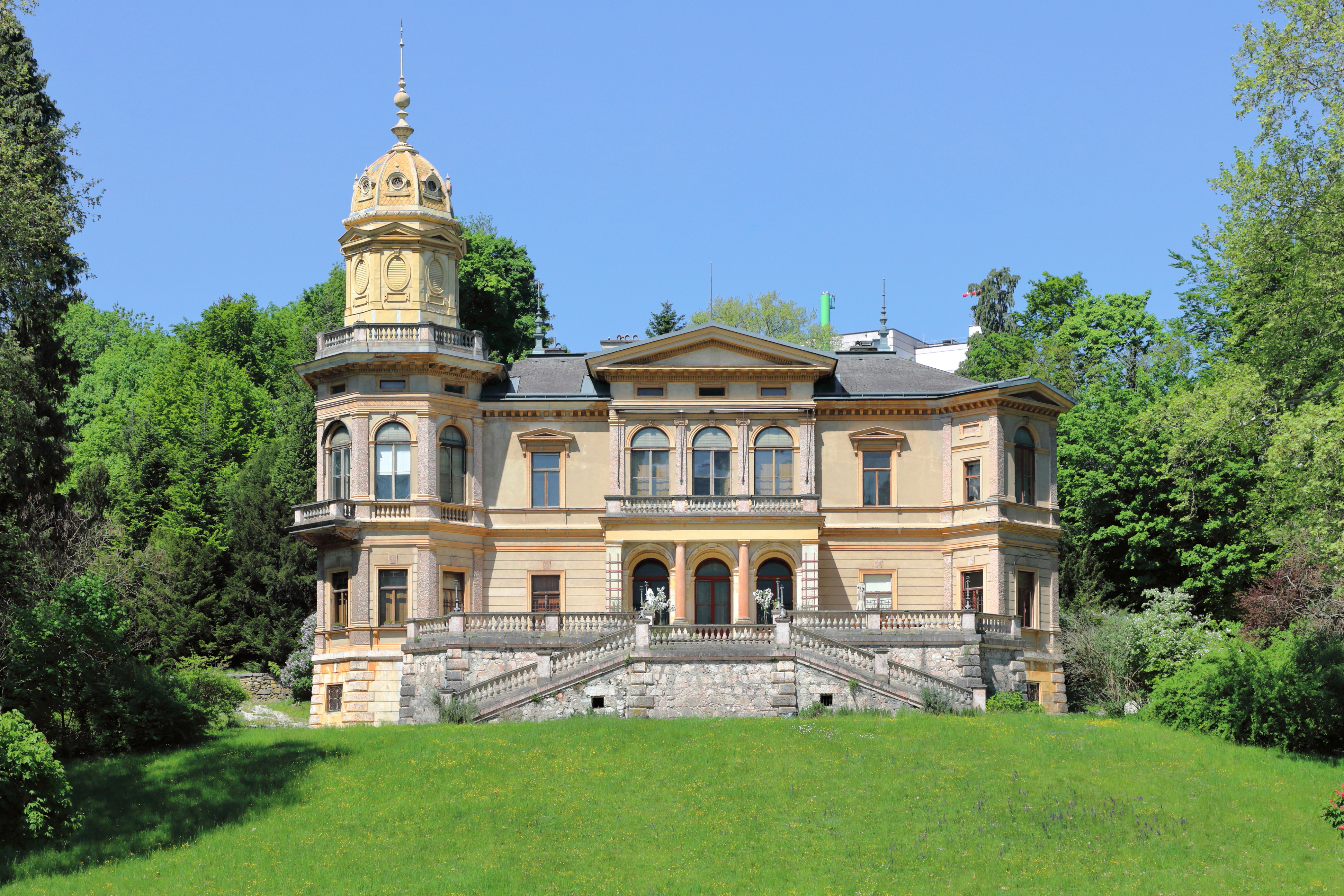
Lannas Villa in Gmunden

Zwischen 1872 und 1875 wurde eine weitere Villa in der Nähe des Traunsteins errichtet, wo die Familie Lanna ihren Ursprung hat. Die Denkmalanlage Villa Lanna in Gmunden ist ein Gesamtkunstwerk des 19. Jahrhunderts, entstanden aus dem Streben nach stilistischer und formaler Einheit von Architektur, Plastik, Malerei, Ornamentik, Kunsthandwerk und Gartenkunst. Nach dem Vorbild der italienischen Hochrenaissance umgibt ein architektonisch gestalteter Garten auf mehreren Terrassen einen herrschaftlichen Sitz, sodass eine enge Wechselbeziehung zwischen Architektur und Natur entsteht. Die dem Historismus verpflichtete Villa steht im Mittelpunkt der Gartenanlage. Heute zählt die Villenanlage zu den bedeutendsten des österreichischen Historismus. Nach der bereits 1984 unter Denkmalschutz gestellten Villa folgten 2006 der Gartenpavillon, die Meierei und das Pförtnerhaus sowie die architektonische Gestaltung und Ausstattung der Gartenanlage. Die gesamte Anlage ist ein markanter architektonischer Akzent in der Landschaft des Salzkammerguts.

### Tod
Adalbert Lanna d. J. starb am letzten Tag des Jahres 1909 in Meran. Er wurde im Familienmausoleum auf dem Prager Friedhof Olšany beigesetzt. Sein Sohn Vojtěch František Josef übernahm das Lanna-Unternehmen. Die Familie Lanna hat ein gemeinsames Grab mit der Familie Schebek. Das neubyzantinische Gebäude wurde von dem Architekten Antonín Barvitius entworfen, an der Dekoration beteiligte sich auch der Bildhauer Josef Václav Myslbek. Dies ist das größte Grab des Olšany-Friedhofs.

## Orden und Auszeichnungen
- 1866 – Verleihung der Prager Bürgermedaille[4]
- 1868 – Erhebung in den erblichen Ritterstand,[4] da seinem  verstorbenen Vater kurz zuvor noch der  Orden der Eisernen Krone III. Klasse verliehen worden war
- 1871 – Verleihung des Marienkreuzes[4]
- 1876 – Verleihung des belgischen Ordens von König Leopold I.[4]
- 1877 – Verleihung des Franz-Joseph-Ordens[4]
- 1891 – Ernennung zum Mitglied des Herrenhauses des österreichischen Reichsrates auf Lebenszeit[4]
- 1898 – Verleihung des Ordens der Eisernen Krone II. Klassen[4]
- 1908 – Erhebung in den erblichen Freiherrnstand[4]